# 中川すがね
中川 すがね（なかがわ すがね、1960年〈昭和35年〉6月 - ）は、日本の歴史学者。愛知学院大学教授。専門は日本史、経済史。
香川県生まれ。大阪大学卒業後、同大学で文学博士号を修得。大阪大学、甲子園大学を経て2012年より愛知学院大学の教授を務めている。

## 略歴
- 1960年、香川県に生まれる。「すがね」と言う名前は、奈良時代の歌人大伴家持の「咲く花は移ろふ時ありあしひきの山菅の根し長くはありけり」の和歌から取られている[3]。大阪大学に入学する。
- 1984年、大阪大学文学部史学科を卒業。
- 1987年から1990年にかけて同大学文学研究科で文学の博士課程を修得する[4]。
- 1990年から1997年にかけて同大学文学部の助手を務める。
- 1997年から2012年にかけて甲子園大学人間文化学部及び人文学部の助教授・准教授を務める。
- 2012年から愛知学院大学文学部歴史学科の教授、同大学大学院文学研究科の歴史学専攻教授を務める。

## 著書

### 単著
- 『大坂両替商の金融と社会』清文堂出版、2003年12月。ISBN 4792405475。

### 編著
- 『幕末維新大阪町人記録』（脇田修との共編）、清文堂出版〈清文堂史料叢書〉、1994年2月。ISBN 4792403995。
- 『新修池田市史』第二巻、池田市、1999年。
- 『三田市史』第一巻、三田市、2011年3月。
- 『高砂市史』第二巻、高砂市、2012年6月。

### 寄稿
- 「大坂町人の経済意識: 華井の見た幕末維新」『大坂と周辺諸都市の研究』清文堂出版、1994年1月。ISBN 4792403979。
- 「近世後期の銭相場について」『近世近代の地域と権力』下巻、清文堂出版〈大阪大学文学部日本史研究室創立50周年記念論文集〉、1998年12月。ISBN 4792404460。